# Криворізький дендропарк
Криворі́зький дендрологі́чний парк — урочище «Ботанічний Сад» у Довгинцівському районі Кривого Рогу, Дніпропетровська область. Оголошений об'єктом природно-заповідного фонду розпорядженням представника Президента України від 30 грудня 1993 року, № 518 та віднесений до категорії "ботанічний сад". 

## Загальні відомості
Криворізький дендрологічний парк розташований між селищем Залізничне та Імені Суворова в Довгинцівському районі. Дендропарк розташований серед житлових кварталів одноповерхової забудівлі селища Залізничне. Дендропарк підпорядкований Криворізькому держлісгоспу, квартал 52.

## Рослинний світ
Дендрологічний парк був закладений у 1971 році, але перші насадження з'явились тут ще наприкінці 1966 року. У парку зростає 500 видів дерев і чагарників. 
Масив складається з окремих ділянок, утворених однією, двома деревними породами, які чергуються з різнотрав'ям, галявинами, чагарниковими заростями. Найбільшу частину утворено насадженнями дубу, берези, липи, кленів гостролистих і татарських, несправжньоплатанового та долоне розрізного і масового — в'язу гладкого. Хвойні рослини дендропарку — сосна звичайна, туя західна, ялівець звичайний, ялівець козацький. Деревні листяні породи: айлант найвищий, маклюра яблуконосна, сумах коротковолосистий, скумпія звичайна, абрикос звичайний, горіх волоський та чорний, ліщина звичайна, бархат амурський; серед плодових дерев необхідно зазначити яблуню лісову, грушу звичайну, обліпиху крушиновидну, а також горобину звичайну. У південній та східній частині є рідколісся з маслинки вузьколистої. Значні площі займають насадження айви подовженої; глоду криваво-червоного та пятистовпчикового, одноматочкового; барбарису звичайного. Зрідка зустрічаються черемха звичайна та пізня, кизил справжній, ірга овальна, алича.
Навесні квітне сортовий бузок, спірея Вангутта і японська. Невелика кількість хеномелесу Маулея (айви японської), калини гордовини залишилась під заростями сніжноягідника прирічкового в центральній частині масиву. Можна побачити і міхурник деревовидний, карагану дерев'янисту. Донедавна можна було побачити квітучу гліцинію. У північній частині парку поблизу військового містечка розташовані посадки дубу звичайного та дубу червоного. У західній частині парку росте верба Матсуда. Трав'янисті рослини представлені гравілатом міським, веронікою весняною, підмаренником чіпким, фіалкою запашною, великим числом видів злаків та складноцвітих.

## Тваринний світ
У дендропарку трапляються озерна жаба, сіра і зрідка — зелена ропуха, часникова жаба. Плазуни представлені лише 2 видами — прудкою ящіркою і звичайним вужем. Найбільш чисельні за числом видів птахи — понад 70 видів. У парку й околицях можна зустріти бугайчика, малого яструба, звичайного боривітра, зрідка — сіру куріпку, фазана, пастушка, водяну курочку, припутня, садову горлицю, звичайну горлицю, зозулю, вухату сову, хатнього сича, одуда, крутиголовку, звичайного і сирійського, малого дятлів, сільську ластівку, лісового щеврика, жовту плиску, тернового сорокопуда, вивільгу, шпаків, сойку, сороку, сіру ворону, сіру та чорноголову кропив'янок; вівчариків: ковалика, весняного, жовтобрового; мухоловок — сіру та білошию, чорну горихвістку, вільшанку, східного соловейка, чорного і співочого дроздів; блакитну і велику синиць, хатнього і польового горобців, зябликів, зеленяка, щиглика, коноплянку, костогриза; звичайну вівсянку та інших. 
Із ссавців трапляються 19 видів: звичайний їжак, мала білозубка, білочерева білозубка, вечірниця руда, середземноморський нетопир, пізній кажан, звичайна лисиця, кам'яна куна, ласка, сірий заєць, нориця звичайна; лісовий, жовтогорлий та польовий мишаки, сліпак подільський, хатня і курганцева миша, миша-маля.

## Галерея

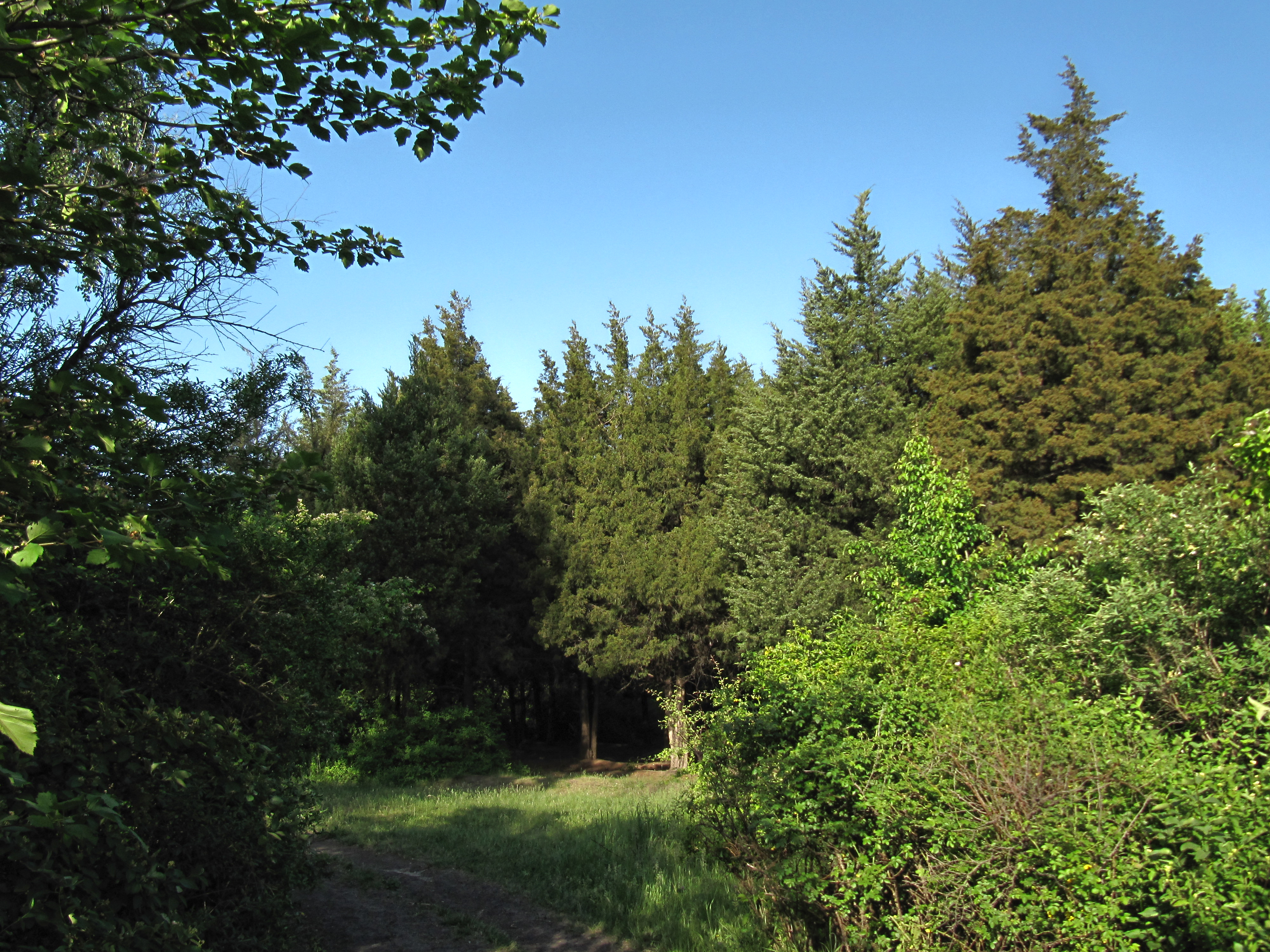
Ділянка хвойних
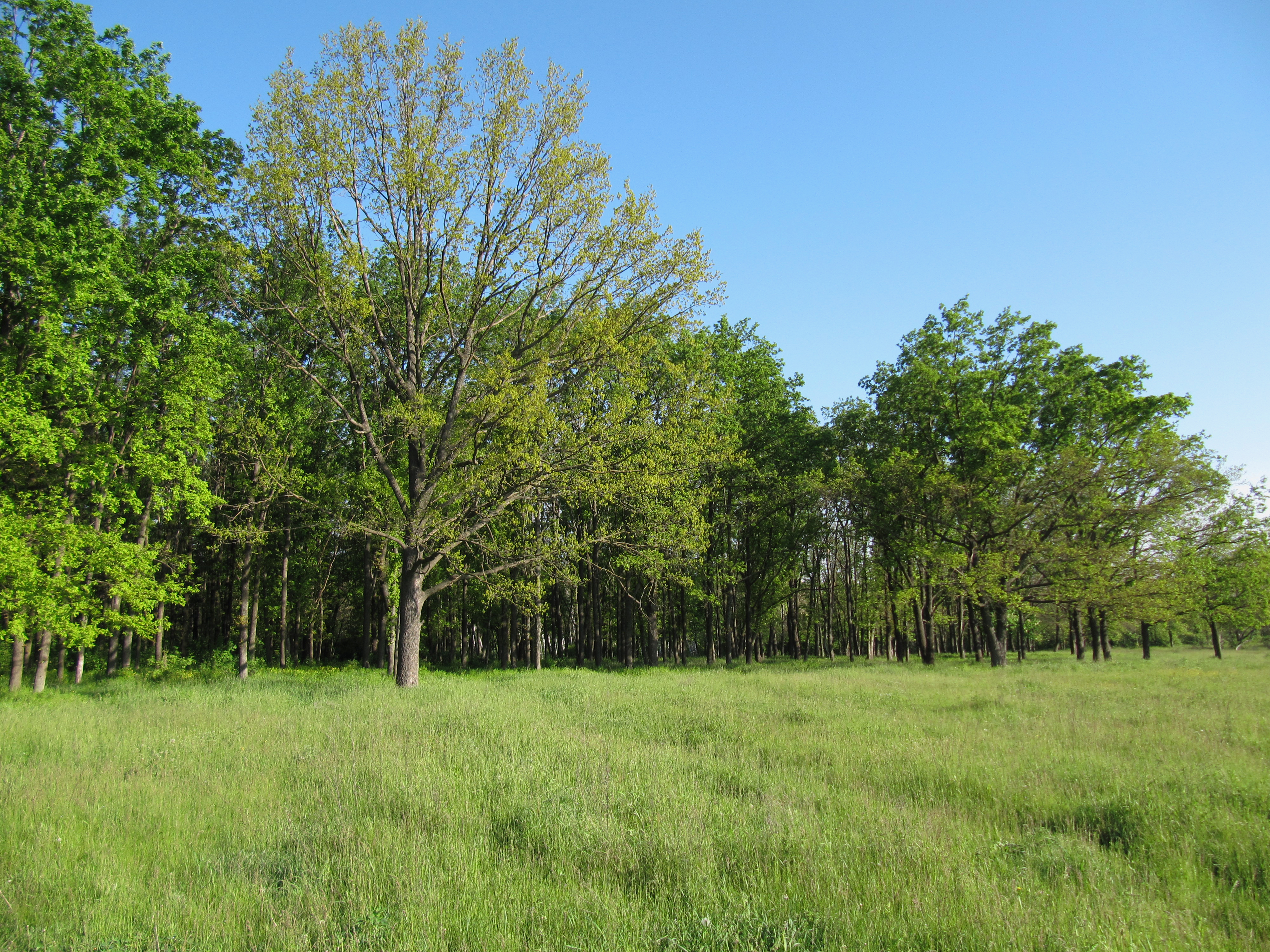
Дуб у вранішньому промінні
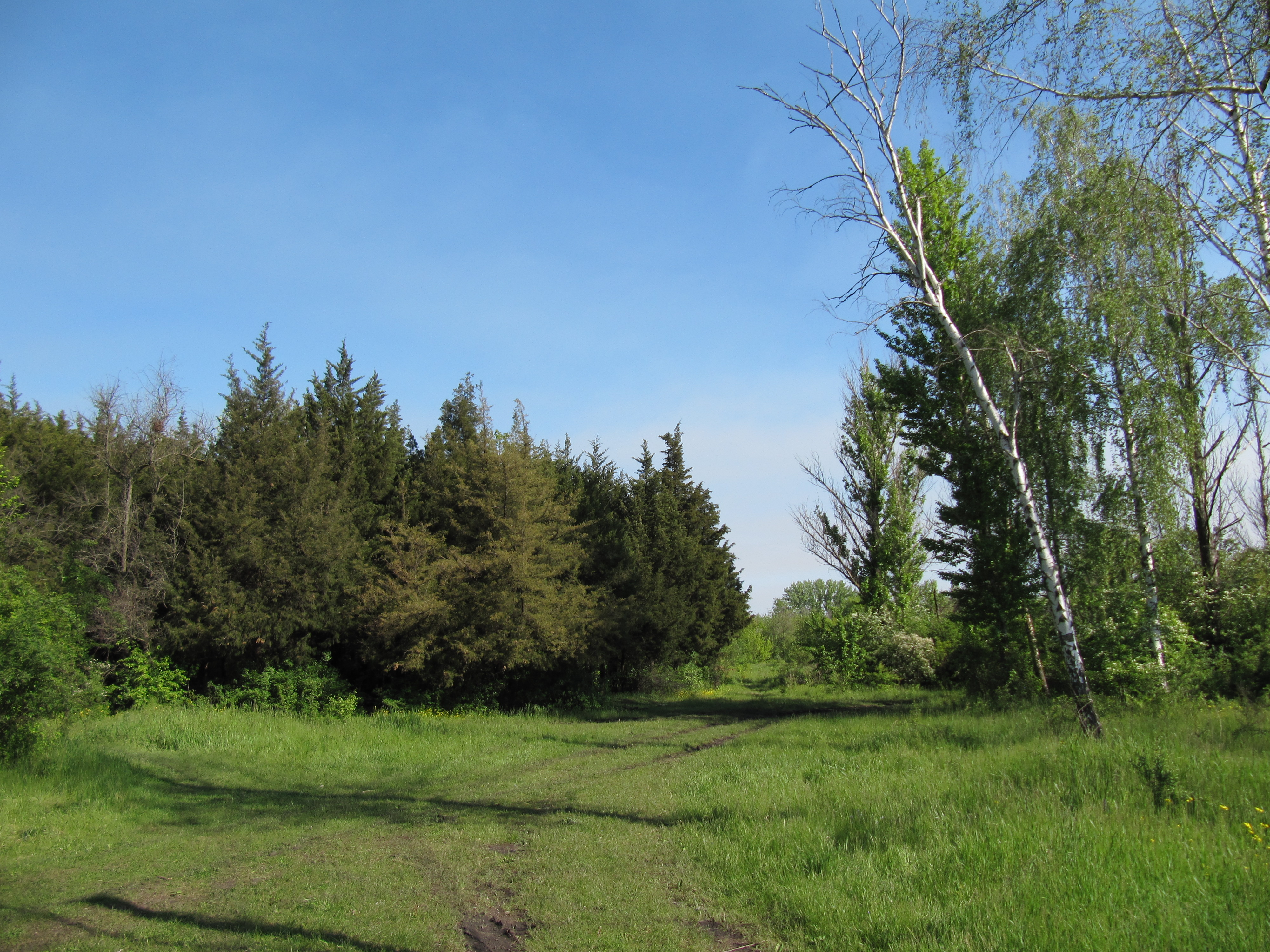
Берези та хвойний лісок у західній частині парку
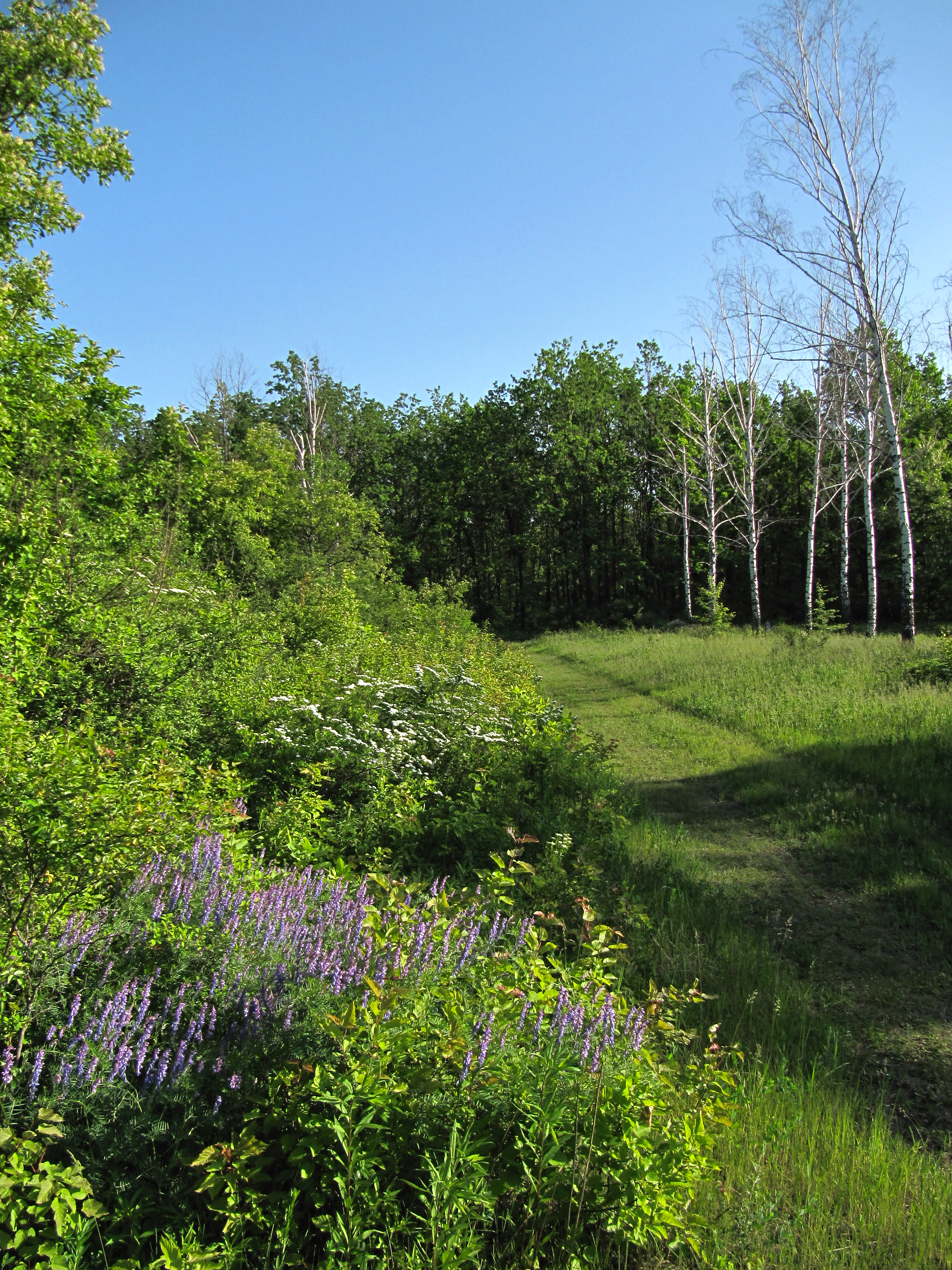
Біля колишнього березового гаю
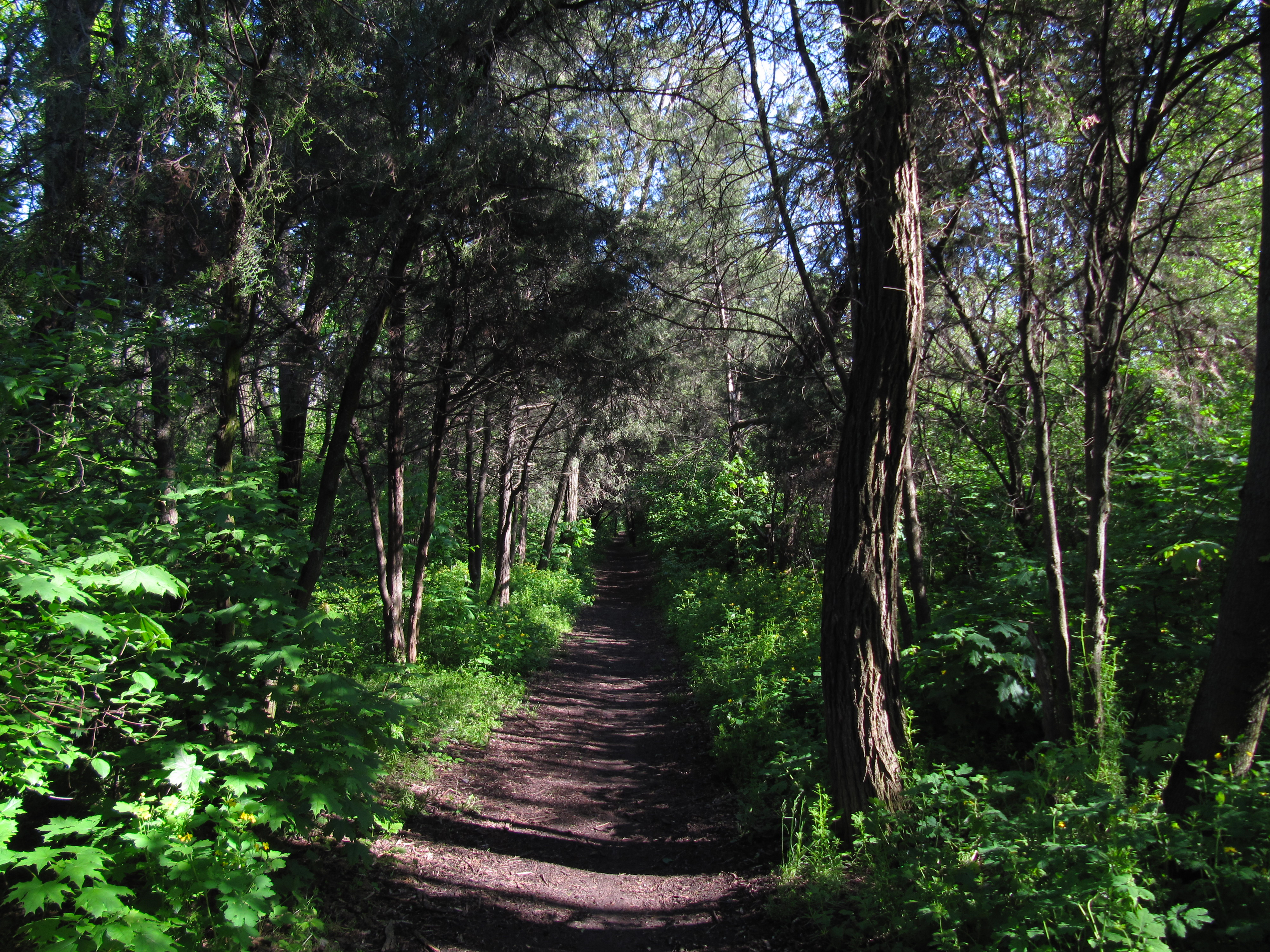
Одна із головних паркових стежок, центральна частина парку
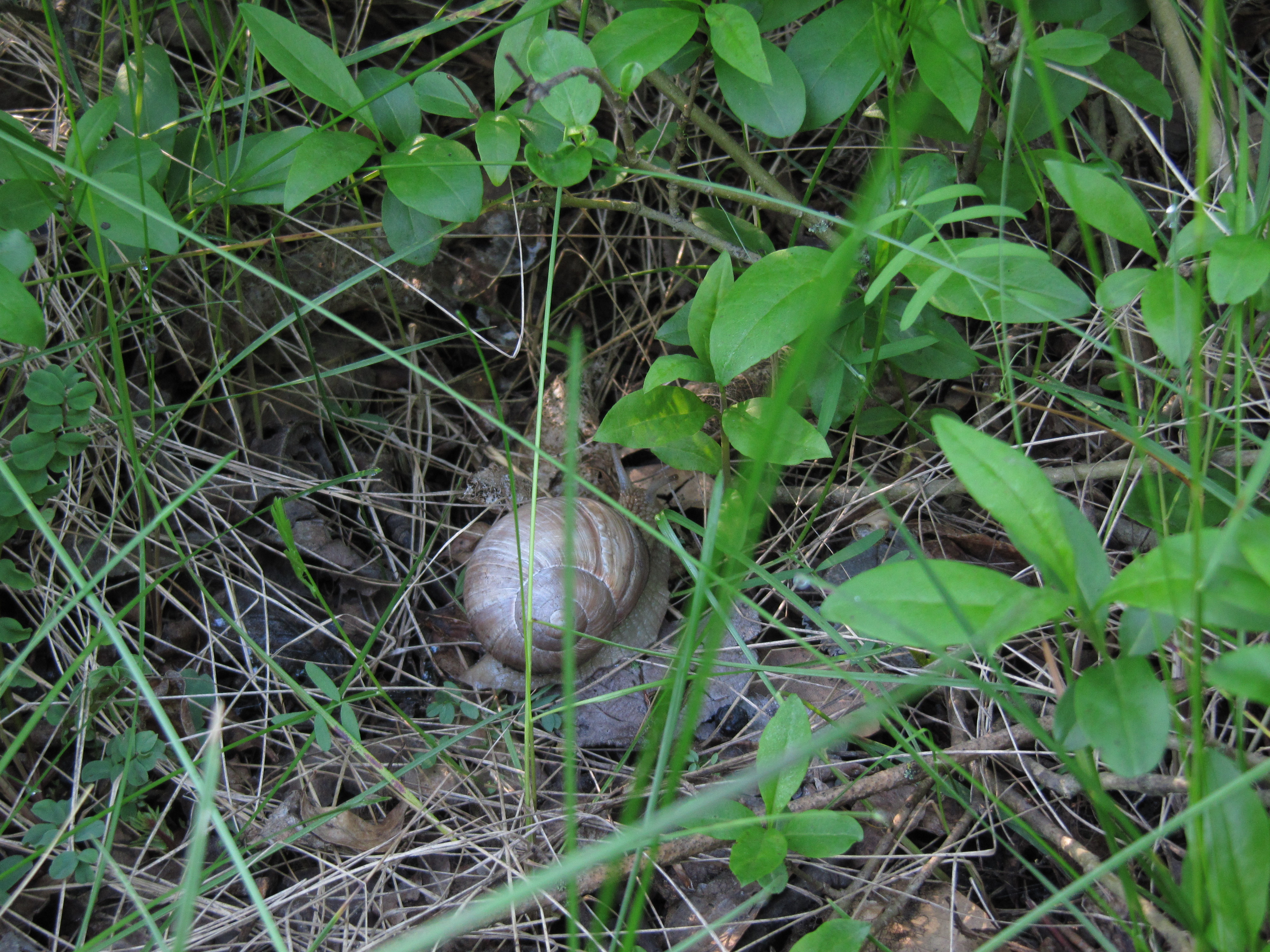
Один з безлічі величеньких равликів, що мешкають у гущавині центральної частини парку. Їх мушлі близько 3,5см у діаметрі.

## Сучасний стан
Охоронний режим не діє, парк потерпає від збору плодів, нагромадження великого об'єму побутових відходів, випасу худоби. Значне частина дерев і кущів перенесені місцевими жителями до своїх присадибних ділянок.